# 示部
示部（）は、漢字を部首により分類したグループの一つ。
康熙字典214部首では113番目に置かれる（5画の19番目、午集の19番目）。

## 概要
示部には「示」を筆画の一部として持つ漢字を分類している。
単独の「示」の字は自分の考えや物を人に見せることを意味する。字源としては、神や祖霊が宿る木や石でできた神主（位牌や神体といった依り代）を象る象形文字である。後漢の『説文解字』では天（「二」）から日・月・星の3つが垂れている様子を象ると説明されており、このほか神様を祀るための祭壇からきていると2つの成り立ちの諸説がある。
「示/ネ」は意符としては鬼神（霊や天神・土地神など）や祭祀、祭器、吉凶禍福などに関する文字に含まれる。楷書では主として下の脚あるいは左の偏の位置に置かれ、偏の位置に置かれるときは「礻」の形に変形して用いられる。

## 字体差
| 中国 日本 韓国 | 台湾 （教科書体の字形） 香港 （教科書体の字形） |
| U+793A U+2F70  | U+793A U+2F70                                   |
| -------------- | ----------------------------------------------- |
| 示             | 示                                              |

康熙字典では「示」は下の脚の位置において「小」のように中央の縦画の終端をはね、右の終筆を点とした字形が使われているが、単体及び偏の位置においては中央及び終筆が棒状の縦画になっている。しかし、現在の中華人民共和国・日本・韓国では単体の「示」字においても「小」型に修正し、台湾と香港では終筆を点としながら中央の縦画は棒状の字形を採用している。偏の位置においては、韓国では康熙字典体のまま「⺬」の形を用いるが、日本では一部の字種において「礻」の形に、中国・台湾・香港では「礻」の形に改めている。

### 礻と示
筆記体である楷書では示偏の「示」(⺬)を崩して「礻」の形とする。一方、印刷書体である明朝体のうち康熙字典体は篆書体に従い、これを「示」に戻した。日本の印刷書体では戦後の新字体において「礻」形が採用された。しかし、これは常用漢字表内のみの適用であり、表外字については規定がなかったので、「示」にしたり、「礻」にしたりする混乱が起きた。特に祇園の「祇」、苗字に多い「榊」（別の部首に属するが構成要素に示偏を持つ）でよく混乱が起きている。そこで2000年の「表外漢字字体表」において表外字は基本的に康熙字典体に従うことが決められた（ただし「礻」も許容字体（いわゆる3部首許容）とされたので、「礻」形で印刷したからといってこれを間違いとするものではない）。「神」「祥」「福」「社」「祉」「祈」「祐」「祖」「祝」「禍」「禎」の11字は、偏を「示」の形に変えただけで旁を同じくする旧字体が人名用漢字に含まれている。
崩された示偏は片仮名の「ネ」の元になったとされている。[ne]と発音する「祢」の偏から来ている。
中国の新字形、台湾の国字標準字体、香港の常用字字形表では示偏をすべて「礻」形に統一している。コンピュータ上でWindowsが装備するフォント細明體・新細明體 (PMingLiU・MingLiU) は5.03版以降でないとこれに対応しておらず、それ以前の版では「示」形で表されている。
UnicodeのCJK統合漢字、JIS X 0208では、偏部に「示」を持つ漢字は、全て「示」の形と「礻」の形は包摂されており、示偏の形の違いのみで分離されているものは1字も無い。JIS X 0213では、前述した人名用漢字で区別されている11字は包摂分離され、「示」の形の方が、新しいコードポイント（第3水準）に追加され、従来のコードポイント（第1水準）の方は、「礻」の形の方のみを示すようになった。ただし、Unicodeでは、日本だけのために今更分離するわけにはいかないので、CJK互換漢字に新しいコードポイントの方に対応するものが追加された。
「礻」形のとき、印刷書体（明朝体）における1画目には「亠」同様、地域による差異がある。日本ではこれを短い縦棒とし、中国・台湾・香港では点画としている。

## 部首の通称
- 日本：しめす・しめすへん・ねへん（崩した示偏。片仮名のネと形が同じことから）
- 中国：示字底・示字旁
- 韓国：보일시부（boil si bu、見せる示部）・보일시변（boil si byeon、見せる示偏）
- 英米：Radical spirit

## 部首字
示
- 中古音
  - 広韻 - 神至切、至韻、去声
  - 詩韻 - 寘韻、去声
  - 三十六字母 - 牀母
- 現代音
  - 普通話 - 拼音: shì 注音: ㄕˋ ウェード式：shih4
  - 広東語 - 粤拼: si6 イェール式: si6
- 日本語 - 音：シ（漢音）・ジ（呉音） 訓：しめす
- 朝鮮語 - 音：시(si) 訓：보일（boil、見せる）・지시할（jisihal、指示する）

## 例字
- 示
- 3: 祀・社・祁
- 4:祈・祇・祉
- 5:祠・祝・神・祟・祖・祓・祕（秘→禾部）・祐
- 6:祭・祥・票
- 8:禁・祿（禄）
- 9:禍・禊・禎・福
- 11:禦
- 12:禪（禅9）
- 13:禮（礼1）
- 14:禰（祢5:簡易慣用）・禱（祷7：簡易慣用）

- 䄣・䄤・禵・禶・禷・𥜸・𥜹・𥜺

### 最大画数
- 䄥